# James Seehafer
James Seehafer es un pintor y artista multimedia estadounidense, reconocido por acuñar el término massurrealismo y por sus contribuciones a este género artístico.

## Historia
Comenzó a exponer sus pinturas a mediados de la década de 1980 en East Village donde participó en exposiciones al lado de artistas como Jean-Michel Basquiat y Keith Haring. En 1988 se matriculó en Parsons The New School for Design de Nueva York. En estos años se inició en el uso de los medios de comunicación de masas en su trabajo, lo que lo llevó a acuñar el término "massurrealismo" el año de 1992. En 2005 se mudó a Berlín para continuar pintando y trabajando como fotógrafo.

## Lecturas complementaria
- "Los sueños que vienen de los carteles publicitarios" - una crítica: exposición del arte de James Seehafer & massurrealismo, "Buenos Aires Cultural" revista (Buenos Aires, Argentina)  página 21 de julio de 2011.
- "James Seehafer y su obra tan original" - artículo sobre James Seehafer,  "Buenos Aires Cultural" revista de Cafe Tortoni (Buenos Aires, Argentina) página 9 de septiembre de 2011.
- Celia Fernández, Contemplando el Massurrealismo Artículo sobre el massurrealismo, Instituto Superior de Danza Alicia Alonso de La Universidad Rey Juan Carlos, Madrid, España
- Spinelli, Sergio (2012). El Sueño del Bandoneón y otros ensayos sobre el Massurrealismo. Buenos Aires. ISBN 978-987-23523-1-8.
- "El movimiento artístico massurrealismo en Argentina - Buenos Aires"
- ¿Conoce más sobre el MASSURREALISMO? - Interante 103-1 presentación de Ciudad de México en 2013
- “Cafe Tortoni” Presentación sobre Cafe Tortoni, Buenos Aires, Argentina. La presentación destaca su colección de arte permanente, puede observarse una foto collage de Seehafer en el minuto 6:34.